# Xã Spring Grove, Quận Warren, Illinois
Xã Spring Grove (tiếng Anh: Spring Grove Township) là một xã thuộc quận Warren, tiểu bang Illinois, Hoa Kỳ. Năm 2010, dân số của xã này là 1.013 người.